# Liste der Kulturgüter in Sigriswil
Die Liste der Kulturgüter in Sigriswil enthält alle Objekte in der Gemeinde Sigriswil im Kanton Bern, die gemäss der Haager Konvention zum Schutz von Kulturgut bei bewaffneten Konflikten, dem Bundesgesetz vom 20. Juni 2014 über den Schutz der Kulturgüter bei bewaffneten Konflikten sowie der Verordnung vom 29. Oktober 2014 über den Schutz der Kulturgüter bei bewaffneten Konflikten unter Schutz stehen.
Objekte der Kategorie A sind im Gemeindegebiet nicht ausgewiesen, Objekte der Kategorie B sind vollständig in der Liste enthalten, Objekte der Kategorie C fehlen zurzeit (Stand: 13. April 2023). Unter übrige Baudenkmäler sind geschützte Objekte zu finden, die im Bauinventar des Kantons Bern als «schützenswert» verzeichnet sind.

## Kulturgüter
| Foto |                                                                                             | Objekt                                                           | Kat. | Typ | Standort                                  | Beschreibung |
| ---- | ------------------------------------------------------------------------------------------- | ---------------------------------------------------------------- | ---- | --- | ----------------------------------------- | --- |
| ja   | Datei hochladen · Wikidata zu Kalkofen (Q29675157)                                          | Kalkofen KGS-Nr.: 01226                                          | B    | G   | Merligen, Seestrasse 351a 623343 / 171221 | Der im Jahr 1893 erbaute Ofen ist ein konisch nach oben zulaufender Turm aus Bruchsteinen. Er war bis 1918 in Betrieb und diente zur Herstellung von gebranntem Kalk für Mörtel und Verputz. Die untere Öffnung des Ofens besitzt einen aus Keilsteinen konstruiertem Bogen. |
| ja   | Datei hochladen · Wikidata zu Reformierte Kirche mit Pfarrhaus und Pfarrstöckli (Q18022142) | Reformierte Kirche mit Pfarrhaus und Pfarrstöckli KGS-Nr.: 01227 | B    | G   | Vikar-Kuhn-Weg 10, 5, 9 620840 / 174017   | In den Jahren 1678/79 unter Verwendung von Teilen eines Vorgängerbaus des 10. bis 12. Jahrhunderts errichtetes Kirchengebäude. Präsentiert sich heute als barocker Predigtsaal unter Walmdach mit unregelmässigem polygonalem Chorabschluss und charakteristischen Rundbogenfenstern. Daneben steht das Pfarrhaus von 1643, ein Fachwerkbau auf hohem massivem Sockel unter geknicktem Viertelwalmdach mit Freibundkonstruktion. Ebenfalls zum Ensemble gehört die Pfrundscheune, ein von 1706 stammendes Holzhaus in Ständerbauweise mit abgewalmtem Satteldach. |
| ja   | Datei hochladen · Wikidata zu Gut Ralligen (Q1557012)                                       | Schloss Ralligen KGS-Nr.: 01228                                  | B    | G   | Ralligen, Schlossweg 3 621978 / 172921    | Das im 16. und 17. Jahrhundert erbaute Schloss, hervorgegangen aus dem früheren Rebhaus des Klosters Interlaken, ist ein stattlicher Putzbau unter hohem Zeltdach mit Lukarnen. Der hohe Weinkellersockel wurde um 1890 ausgebaut. Die acht Achsen umfassende Frontfassade besitzt im Sockelbereich zum Teil Quadermauerwerk und durch Hausteinelemente kräftig betonte Rundbogenöffnungen. |
| ja   | Datei hochladen · Wikidata zu Parkhotel (Q110450630)                                        | Parkhotel KGS-Nr.: 16797                                         | B    | G   | Seestrasse 90 620180 / 173497             | Parkhotel von 1910 |

## Übrige Baudenkmäler
Hinweis: Anstelle der KGS-Nummer wird als Objekt-Identifikator (ID) die Grundstücksnummer verwendet.
| ID         | Foto |                                                                                                 | Objekt                                            | Typ | Standort                                                 | Beschreibung |
| ---------- | ---- | ----------------------------------------------------------------------------------------------- | ------------------------------------------------- | --- | -------------------------------------------------------- | --- |
| 12         | ja   | Datei hochladen · Wikidata zu Gemeinde-Gewölbe (1564) (Q125464596)                              | Gemeinde-Gewölbe (1564)                           | G   | Dorfstrasse 20 621080 / 174107                           | |
| 30         | BW   | Datei hochladen                                                                                 | Altes Schulhaus (um 1830)                         | G   | Gunten, Waldweg 8 620092 / 173697                        | |
| 208        | BW   | Datei hochladen                                                                                 | Altes Primarschulhaus (1841)                      | G   | Ringoldswil, Dorf 30 619519 / 175790                     | |
| 218        | BW   | Datei hochladen · Wikidata zu Pfarrstöckli / Pfrundscheune zur reformierten Kirche (Q116771285) | Pfrundscheune (1706)                              | G   | Vikar-Kuhn-Weg 9 620830 / 173974                         | |
| 219        | BW   | Datei hochladen                                                                                 | Holzhaus (18.Jh.)                                 | G   | Vikar-Kuhn-Weg 6 620866 / 173999                         | |
| 247        | BW   | Datei hochladen                                                                                 | Doppelkäsespeicher (1836)                         | G   | Schwanden, Speicherberg 2222, 2223 625541 / 174269       | |
| 247        | BW   | Datei hochladen                                                                                 | Doppelkäsespeicher (1868)                         | G   | Schwanden, Speicherberg 2224, 2225 625541 / 174269       | |
| 247        | BW   | Datei hochladen                                                                                 | Käsespeicher (1739)                               | G   | Schwanden, Speicherberg 2226 625541 / 174269             | |
| 247        | BW   | Datei hochladen                                                                                 | Doppelkäsespeicher (1788)                         | G   | Schwanden, Speicherberg 2227, 2228 625541 / 174269       | |
| 303        | BW   | Datei hochladen                                                                                 | Wohn- und Geschäftshaus (1900)                    | G   | Gunten, Sigriswilstrasse 2 620168 / 173587               | |
| 347        | BW   | Datei hochladen                                                                                 | Weibelsheimet (1792)                              | G   | Endorfhohle 19 621583 / 173754                           | |
| 408        | BW   | Datei hochladen                                                                                 | Ehemalige Pension (1900)                          | G   | Gunten, Seestrasse 19 619448 / 173887                    | |
| 466        | BW   | Datei hochladen                                                                                 | Bäuerliches Wohnhaus (1632)                       | G   | Dorfstrasse 48 620958 / 174163                           | |
| 531        | BW   | Datei hochladen                                                                                 | Wohnhaus mit Restaurant (1903)                    | G   | Gunten, Spycherstrasse 15 620105 / 173603                | |
| 565        | BW   | Datei hochladen                                                                                 | Ehemaliges Doppelbauernhaus (1627)                | G   | Bühlweg 14 621397 / 173625                               | |
| 588        | BW   | Datei hochladen                                                                                 | Speicher (Mitte 18. Jh.)                          | G   | Gunten, Spycherstrasse 4a 620051 / 173581                | |
| 589        | BW   | Datei hochladen                                                                                 | Boots- und Badehaus zum Hotel Hirschen (1866)     | G   | Gunten, Seestrasse 66a 619941 / 173596                   | |
| 604        | ja   | Datei hochladen · Wikidata zu Wohnhaus zum Hotel Hirschen (um 1910) (Q125464997)                | Wohnhaus zum Hotel Hirschen (um 1910)             | G   | Gunten, Seestrasse 68 619953 / 173593                    | |
| 1074; 2018 | BW   | Datei hochladen                                                                                 | Ehemaliges Doppelbauernhaus (1916)                | G   | Räftlistrasse 8, 10 620922 / 173965                      | |
| 1204       | BW   | Datei hochladen                                                                                 | Scheune (2. Hälfte 18. Jh.)                       | G   | Ralligen, Schlossweg 9a 622068 / 172934                  | |
| 1216       | BW   | Datei hochladen                                                                                 | Wohnhaus (1920)                                   | G   | Merligen, Seestrasse 309 623024 / 171641                 | |
| 1354       | BW   | Datei hochladen                                                                                 | Wohnhaus (1896)                                   | G   | Gunten, Seestrasse 21 619478 / 173854                    | |
| 1428       | BW   | Datei hochladen                                                                                 | Châtel Claire (1916)                              | G   | Merligen, Ralligweg 7 622450 / 172602                    | |
| 1515       | BW   | Datei hochladen                                                                                 | Adolf-Schaer-Speicher (18. Jh.)                   | G   | Feldenstrasse 1, 1a 621085 / 174115                      | |
| 1547       | BW   | Datei hochladen                                                                                 | Landsitz (um 1800)                                | G   | Gunten, Seestrasse 47 619761 / 173735                    | |
| 1673       | BW   | Datei hochladen                                                                                 | Speicher (1787)                                   | G   | Schwanden, Beiweg 2a 622178 / 176265                     | |
| 1685       | BW   | Datei hochladen                                                                                 | Bauernhaus (Mitte 16. Jh.)                        | G   | Feldenstrasse 7 621132 / 174144                          | |
| 2008       | BW   | Datei hochladen                                                                                 | Bauernhaus (1618)                                 | G   | Schliereggweg 7 621235 / 174167                          | |
| 2038; 4850 | BW   | Datei hochladen                                                                                 | Bauernhaus (1577)                                 | G   | Gunten, Spycherstrasse 7, 9 620079 / 173606              | |
| 2054       | BW   | Datei hochladen                                                                                 | Speicher (2. Hälfte 18. Jh.)                      | G   | Schwanden, Gibelackerweg 4a 621902 / 176509              | |
| 2084       | BW   | Datei hochladen                                                                                 | Wohnhaus (1892)                                   | G   | Gunten, Seestrasse 112 620377 / 173487                   | |
| 2134       | ja   | Datei hochladen · Wikidata zu Kirche Merligen (Q55412391)                                       | Reformierte Kirche (1936/37)                      | G   | Merligen, Kirchstrasse 14 622866 / 172013                | 1936/37 vom Schweizer Architekten Jacques Wipf geschaffen.                                                                                 |
| 2145       | BW   | Datei hochladen                                                                                 | Wohnhaus (1913)                                   | G   | Gunten, Seestrasse 27 619562 / 173794                    | |
| 2307       | BW   | Datei hochladen                                                                                 | Bäuerliches Wohnhaus (frühes 17. Jh.)             | G   | Musterplatzweg 24 621299 / 173747                        | |
| 2397       | BW   | Datei hochladen                                                                                 | Ehemaliges Hotel des Alpes (um 1910)              | G   | Merligen, Seestrasse 297 622925 / 171724                 | |
| 2404       | ja   | Datei hochladen · Wikidata zu Parkhotel (Q110450630)                                            | Parkhotel (1910)                                  | G   | Gunten, Seestrasse 90 620180 / 173493                    | |
| 2404       | BW   | Datei hochladen                                                                                 | Bootshaus zum Parkhotel (1910)                    | G   | Gunten, Seestrasse 90b 620249 / 173477                   | |
| 2404       | BW   | Datei hochladen                                                                                 | Gartenpavillon zum Parkhotel (1910)               | G   | Gunten, Seestrasse 90c 620137 / 173432                   | |
| 2415       | BW   | Datei hochladen                                                                                 | Speicher (18. Jh.)                                | G   | Tschingel ob Gunten, Schwandistrasse 10a 620809 / 174817 | |
| 2526       | BW   | Datei hochladen                                                                                 | Ehemaliges Bauernhaus (2. Hälfte 16. Jh.)         | G   | Rotbühlweg 71 622622 / 173457                            | |
| 2632       | BW   | Datei hochladen                                                                                 | Doppelspeicher (1754)                             | G   | Feldenstrasse 15b 621254 / 174099                        | |
| 2728       | BW   | Datei hochladen                                                                                 | Erweiterungsbau zum Landsitz Nr. 77 (1924)        | G   | Gunten, Seestrasse 49, 51 619785 / 173713                | |
| 2913; 5258 | BW   | Datei hochladen                                                                                 | Bäuerliches Wohnhaus (1821)                       | G   | Schönoertliweg 12, 14 619085 / 174398                    | |
| 3007       | BW   | Datei hochladen                                                                                 | Bauernhaus (Mitte 17. Jh.)                        | G   | Tschingel ob Gunten, Schwandistrasse 9 620764 / 174846   | |
| 3235       | BW   | Datei hochladen                                                                                 | Ehemaliges Bauernhaus (1753)                      | G   | Feldenstrasse 8 621188 / 174090                          | |
| 3246       | BW   | Datei hochladen                                                                                 | Chalet Schiffmann (1905)                          | G   | Dorfstrasse 68 620954 / 174096                           | |
| 3276       | BW   | Datei hochladen                                                                                 | Ehemalige Dependance «Unter den Tannen» (um 1890) | G   | Dorfstrasse 1 620988 / 174017                            | |
| 3380       | BW   | Datei hochladen                                                                                 | Ehemaliges Bauernhaus (Mitte 19. Jh.)             | G   | Tschingel ob Gunten, Schwandistrasse 2 620817 / 174811   | |
| 3473       | BW   | Datei hochladen                                                                                 | Bäuerliches Wohnhaus (1729)                       | G   | Rotbühlweg 41 622391 / 173595                            | |
| 3527       | ja   | Datei hochladen                                                                                 | Fischerhaus (1735)                                | G   | Merligen, Seestrasse 290 622859 / 171837                 | |
| 3577       | BW   | Datei hochladen                                                                                 | Bauernhaus (1638)                                 | G   | Tschingel ob Gunten, Tschingelstrasse 85 620786 / 174775 | |
| 3639; 3640 | BW   | Datei hochladen                                                                                 | Bauernhaus (1830)                                 | G   | Aeschlen ob Gunten, Eyweg 4, 6 619879 / 174075           | |
| 3801       | BW   | Datei hochladen                                                                                 | Bauernhaus (1724)                                 | G   | Meiersmaadstrasse 105 622291 / 178402                    | |
| 3801       | BW   | Datei hochladen                                                                                 | Speicher (1744)                                   | G   | Meiersmaadstrasse 105a 622313 / 178396                   | |
| 3838       | BW   | Datei hochladen                                                                                 | Ehemalige Mühle (1838)                            | G   | Grabenmühle 21 621089 / 174704                           | |
| 4137       | ja   | Datei hochladen                                                                                 | Villa Flora (1890)                                | G   | Gunten, Seestrasse 62 619900 / 173618                    | |
| 4384       | BW   | Datei hochladen                                                                                 | Ehemaliges Bauernhaus (1748)                      | G   | Merligen, Seestrasse 229 622585 / 172274                 | |
| 4392       | BW   | Datei hochladen                                                                                 | Villa Oehler (um 1880)                            | G   | Schönoertli 4 618956 / 174465                            | |
| 4783       | BW   | Datei hochladen                                                                                 | Villa (1989/90)                                   | G   | Aeschlen ob Gunten, Aeschlenstrasse 42 619480 / 174160   | 1989/90 vom Schweizer Architekt Ernst E. Anderegg errichtet.                                                                               |
| 4839       | BW   | Datei hochladen                                                                                 | Ehemaliges Bauernhaus (18. Jh.)                   | G   | Seestrasse 153 621471 / 173102                           | |
| 5211; 5210 | BW   | Datei hochladen                                                                                 | Fresko "Engelskonzert" (1925)                     | G   | Schönbergstrasse 40 619903 / 173734                      | Das als Denkmal klassifizierte Fresko, wurde 1925 von Cuno Amiet geschaffen. Das Gebäude ist nicht Teil des Bauinventars des Kantons Bern. |
| 5416       | BW   | Datei hochladen                                                                                 | Ofenhaus-Speicher (Ende 18. Jh.)                  | G   | Rotbühlweg 42a 622357 / 173575                           | |
| 5432       | BW   | Datei hochladen                                                                                 | Strandbadhaus / ehemalige Mühle (17. Jh.)         | G   | Merligen, Seestrasse 294 622857 / 171802                 | |
| 5633       | BW   | Datei hochladen                                                                                 | Wohnhaus (1890)                                   | G   | Gunten, Herzogenacker 40 619529 / 173813                 | |